# Арми жива!
«Арми жива!» (фин. Armi elää!) — финский драматический фильм 2015 года, последний художественный фильм режиссёра Йорна Доннера. Сюжет основан на жизни финской предпринимательницы Арми Ратиа в период с 1949 по 1968 год, когда она основала текстильную и швейную компанию Marimekko и привела её к международному успеху. Сценарий написан в форме метапрозы и рассказывает о театральной труппе, готовящейся к постановке биографической пьесы «Ратия».
В марте 2016 года фильм получил две премии «Юсси».

## В ролях
| Актёр                | Роль                        |
| -------------------- | --------------------------- |
| Минна Хаапкюля       | Арми Ратиа                  |
| Ханну-Пекка Бьоркман | Вильо Ратиа                 |
| Тийна Люми           | Ритта Иммонен               |
| Реа Мауранен         | Кертту                      |
| Лаура Бирн           | Леена                       |
| Оути Мяенпяя         | актриса                     |
| Пекка Странг         | художественный руководитель |
| Йорн Доннер          | старик (камео)              |